# Kap Alexandra (Südgeorgien)
Kap Alexandra ist die nordwestliche Landspitze Südgeorgiens. Am westlichen „Ende“ von Südgeorgien markieren Kap Alexandra und etwa 5 km südlich davon Kap Parjadin die westlichsten Landspitzen Südgeorgiens. Dabei reicht Kap Parjadin rund 130 m weiter nach Westen als das Kap Alexandra.
Der britische Seefahrer James Cook benannte das Kap 1775 als Cape North, doch diesen Namen trägt das 16 km ostnordöstlich gelegene Cape North. Die heute gültige Benennung geht auf die Zeit um 1912 zurück. Namensgeberin ist Alexandra von Dänemark (1844–1925), Ehefrau des britischen Monarchen Edward VII.